# K2PL
K2PL은 현대로템이 폴란드에 수출하기 위해 폴란드 육군에 제안한 주력전차로 2026년부터 폴란드에서 라이센스 생산될 예정이다.  폴란드의 요구사항과 지형을 고려해 조건을 충족시키는 전차로 개조했다. 기존 K2 흑표를 기반으로 장갑을 추가하거나 내부 부품을 폴란드 사정에 맞는 부품으로 적재적소하는등 많은 면에서 다른 전차로 탈바꿈됐다.

## 역사
2020년 9월 폴란드 국제 방산 전시회에서 K2 전차 수출형인 'K2PL'을 공개했다. 현대로템은 K2PL을 필두로 국산화를 비롯한 관련 기술이전 및 현지생산 조건을 내세워 사업 수주에 도전할 방침이다.
2022년 7월 26일 현대 로템은 폴란드의 폴란드 군비 그룹(PGZ)과 1000대의 K2 전차를 공급하는 기본 협정을 체결하였다. 이 협정에 따라서 2022년부터 경남 창원의 현대 로템 공장에서 K2 흑표 180대를 생산해 폴란드에 인도할 예정이며, 폴란드 육군을 위한 파생형 모델인 K2PL 820대를 2026년부터 폴란드에서 라이센스 생산해 폴란드 육군에 배치될 예정이다. 총 1000대의 K2 전차가 폴란드 육군에 인도될 예정이다.

### 경쟁기종

#### 레오파트르2PL
독일 측도 폴란드 육군에게 레오파르트2PL를 제안했다. 레오파르트 2 전차를 기반으로 만든 전차다.

## 특징

### 개선된 스펙
폴란드의 요구사항과 지형을 고려해 조건을 충족시키는 전차로 개조됐다.

#### 국군 K2 대비 추가된 사양[6]
- 전투중량 증가(K2 전투중량 55t - K2PL 전투중량 60t급)

- 측면 고정식 반응장갑, 전면 모듈식 장갑 탑재

- 조종석 위치가 차체 가운데로 이동

- 원격사격통제체계(RCWS) 탑재

#### 전체적인 개선사항
기존 K2 흑표와 주포, 포탄등은 변화된 바가 없어 관통력은 동일해 보인다. K2의 K279 APFSDS 포탄의 관통력은 2km 사거리에서 700mm 두께 이상의 균질압연장갑을 뚫는다. 기존 K2의 전면(앞) 장갑 방호력은 자기 포탄을 맞고 방어할 수 있어서 RHA 700mm 이상의 방호력을 갖고 있다고 추정된다. 해외에서는 대략 750mm-790mm 정도로 간주하기도 한다. 8톤의 중량이 늘어난 K2PL의 경우 전면 모듈식 장갑이 탑재됐다면 방호력은 월등히 늘어난다. K2PL의 방호력도 이들과 근사한 수준을 기대할 수 있다. 다만, 늘어난 무게에 비해 가속도 성능이 떨어지지 않는지의 정보에 대해선 아직 공개된 정보가 없어 확인할 길이 없다.

## 같이 보기
- K2 흑표
- PL-01
- 현대로템
- MGCS
- K3 전차